# Paralastor synchromus
Paralastor synchromus är en stekelart som beskrevs av Perkins 1914. Paralastor synchromus ingår i släktet Paralastor och familjen Eumenidae. Inga underarter finns listade i Catalogue of Life.